# کونووو
کونووو (به لاتین: Kunovo) یک منطقهٔ مسکونی در بوسنی و هرزگوین است که در فوچا، بوسنی و هرزگوین واقع شده‌است.